# Friedrich Hartjenstein
Friedrich Hartjenstein (Peine, 3 juli 1905 - Parijs, 20 oktober 1954) was een SS-Obersturmbannführer (luitenant-kolonel) en commandant van Auschwitz II (Birkenau).
Hartjenstein begon zijn carrière in concentratiekampen al voor de oorlog. Hij diende in 1938 in concentratiekamp Sachsenhausen. Een jaar later werd hij overgeplaatst naar Niederhagen. In 1941 werd hij ingezet als lid van de Waffen-SS en daar deed hij één jaar dienst in de SS-Totenkopfdivision. 
In 1942 werd hij commandant van Auschwitz II, het vernietigingskamp van Auschwitz. Hij was verantwoordelijk voor de dood van enkele honderdduizenden mensen. Hij bleef in Auschwitz tot 1944, toen hij werd overgeplaatst naar concentratiekamp Natzweiler-Struthof. Ook hier werd hij kampcommandant. Hij werd op het einde van de oorlog nog naar concentratiekamp Flössenburg gestuurd, waar hij eveneens de leiding had. 
Hartjenstein werd na de oorlog gearresteerd en moest opdraven in veel processen. Op 1 juni 1946 werd hij veroordeeld tot levenslang, vanwege de moord op vier Franse verzetsleden. Hierna werd hij opnieuw aangeklaagd wegens het ophangen van een krijgsgevangene die lid van de Royal Air Force was. Hij kreeg hiervoor de doodstraf. Echter, hij werd eerst nog uitgeleverd aan Frankrijk, waar hij terecht moest staan voor zijn misdaden in Natzweiler. Ook hiervoor werd hij veroordeeld tot de dood. Op 20 oktober 1954 stierf hij aan een blaasaandoening nog voor hij opnieuw was ingesloten.

## Carrière
Hartjenstein bekleedde verschillende rangen in zowel de Allgemeine-SS als Waffen-SS. De volgende tabel laat zien dat de bevorderingen niet synchroon liepen.
| Datums           | Reichswehr     | Heer                 | Allgemeine-SS       | Waffen-SS                         |
| ---------------- | -------------- | -------------------- | ------------------- | --------------------------------- |
| 1 maart 1931     | Unteroffizier  | —                    | —                   | —                                 |
| 1 maart 1933     | Unterfeldwebel | —                    | —                   | —                                 |
| 1 april 1934     | Feldwebel      | —                    | —                   | —                                 |
| 1 oktober 1934   | Oberfeldwebel  | —                    | —                   | —                                 |
| 14 december 1935 | —              | Oberwachtmeister     | —                   | —                                 |
|                  | —              | Offizier der Reserve | —                   | —                                 |
| 14 december 1938 | —              | Leutnant             | —                   | —                                 |
| 5 januari 1939   | —              | —                    | SS-Oberscharführer  | —                                 |
| 1 mei 1939       | —              | —                    | SS-Untersturmführer | —                                 |
| 1 november 1939  | —              | —                    | SS-Obersturmführer  | —                                 |
| 30 mei 1940      | —              | —                    | —                   | SS-Hauptsturmführer der Waffen-SS |
| 9 november 1941  | —              | —                    | —                   | SS-Sturmbannführer der Waffen-SS  |
| 5 november 1944  | —              | —                    | —                   | SS-Obersturmbannführer W-SS       |

## Lidmaatschapsnummer
- SS-nr.: 327 350[2]

## Decoraties
- IJzeren Kruis 1939, 1e klasse (1941)[2] en 2e klasse (31 mei 1940)[1]
- Medaille Winterschlacht im Osten 1941/42in 1942[1]
- SS-Ehrenring op  21 juni 1943[1]
- Rijksinsigne voor Sport in zilver
- Abzeichen der DLRG in brons
- Dienstonderscheiding van de SS, 4e en 3e graad
- Ehrendegen des Reichsführers-SS[2]
- Ehrenknüppel für nachgewiesene Unmenschlichkeit mit Eichenlaub